# Gastronomía de la provincia de Soria

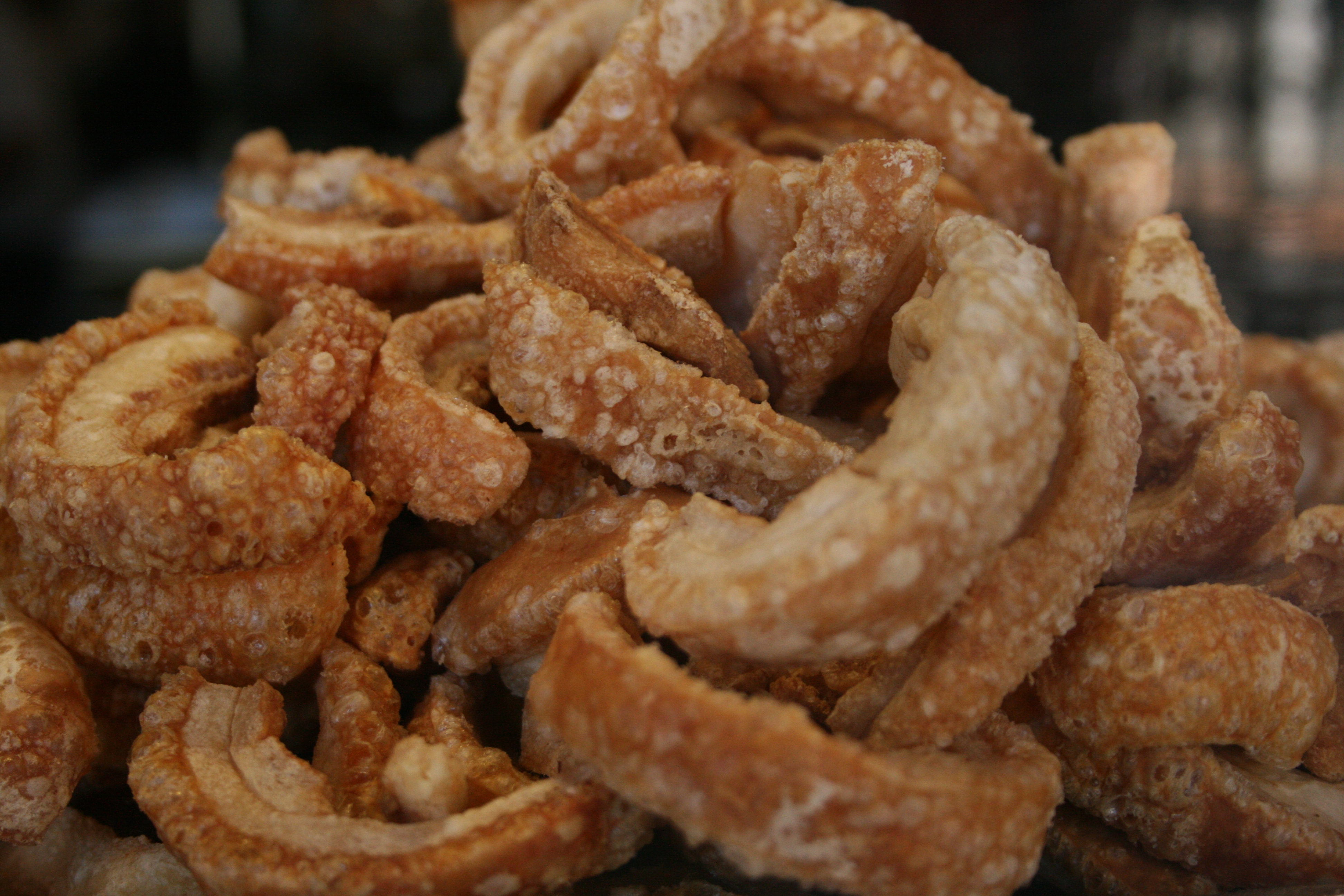
Torreznos de Soria.

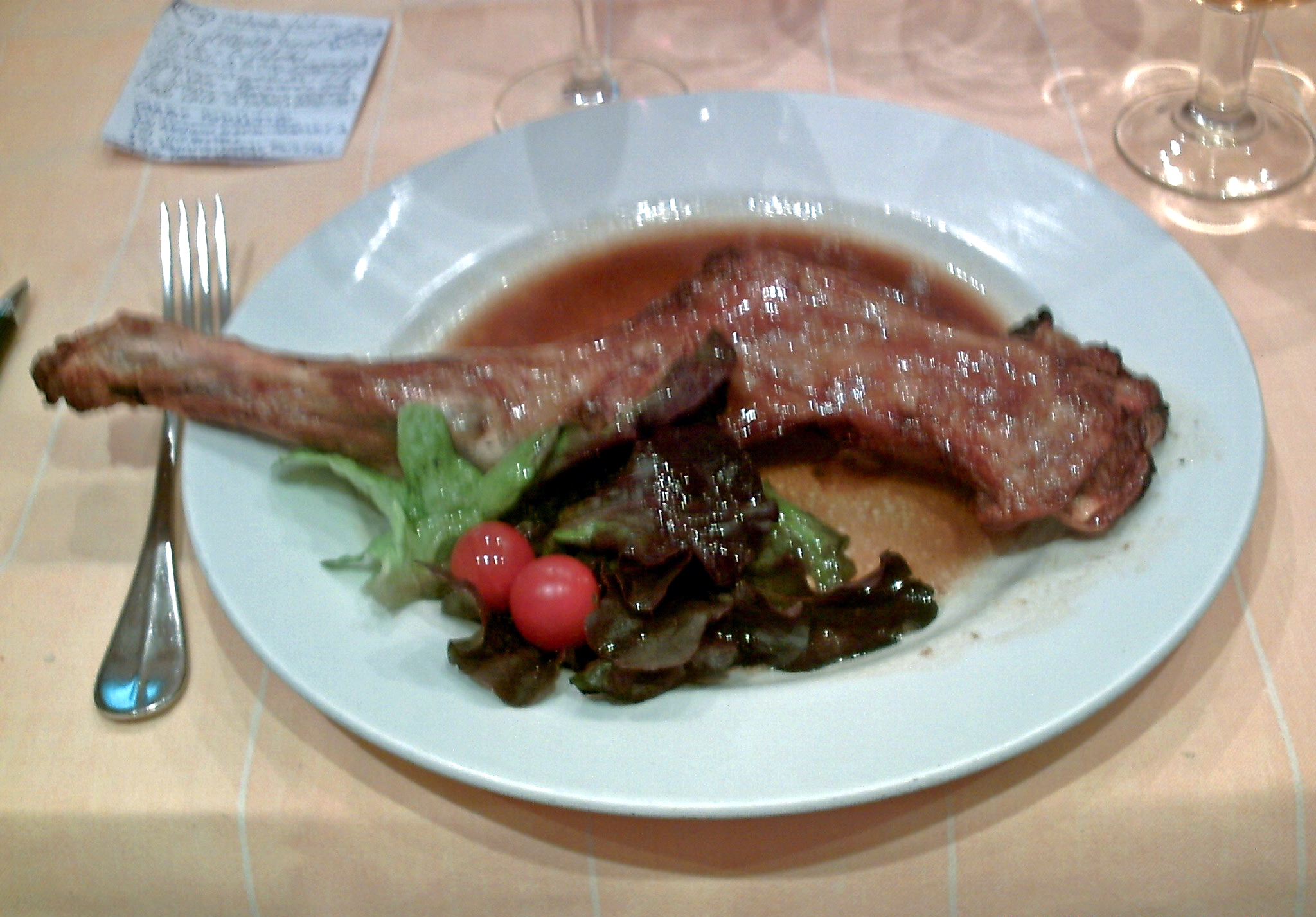
Una pata de cordero asado.

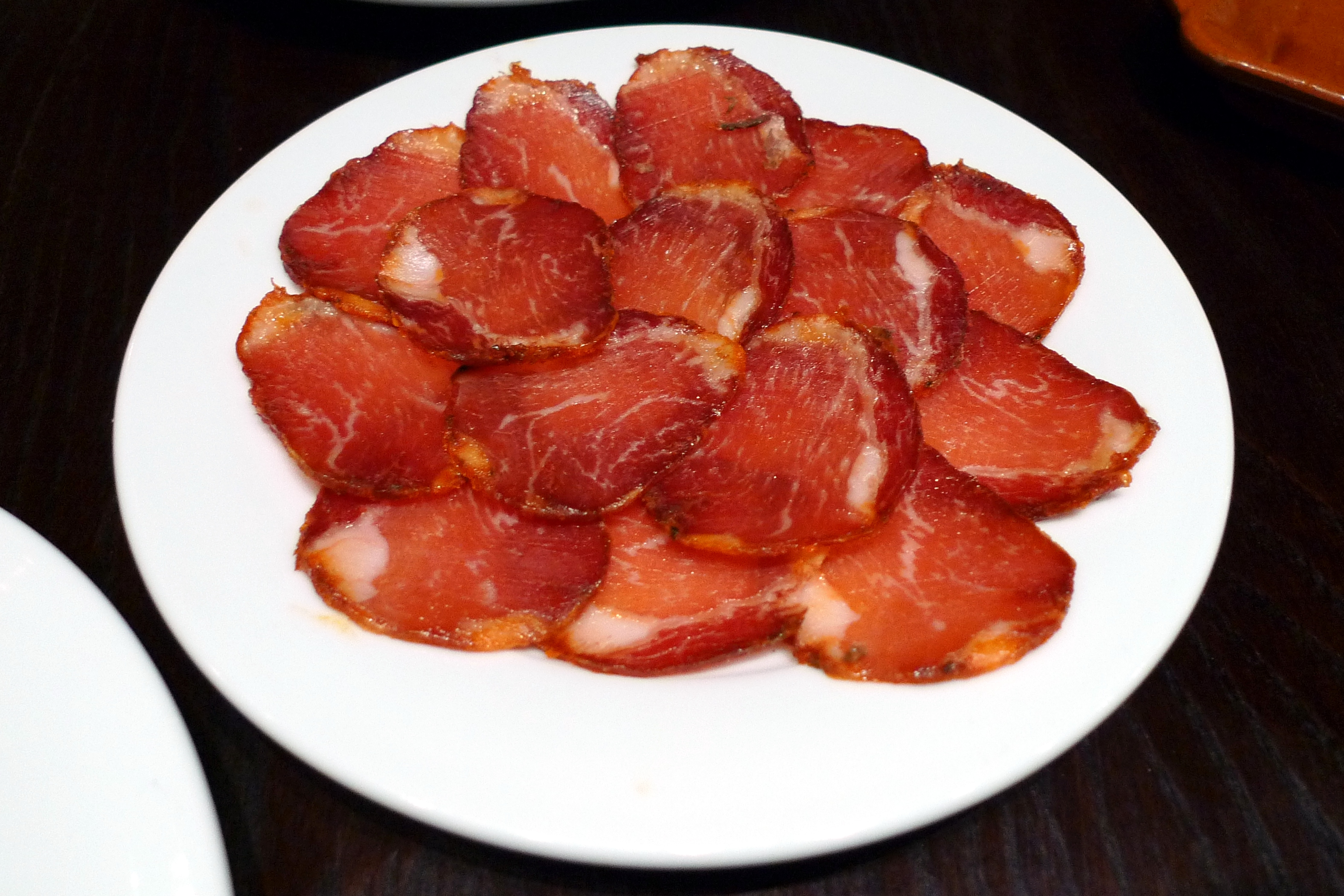
Lonchas de lomo embuchado.

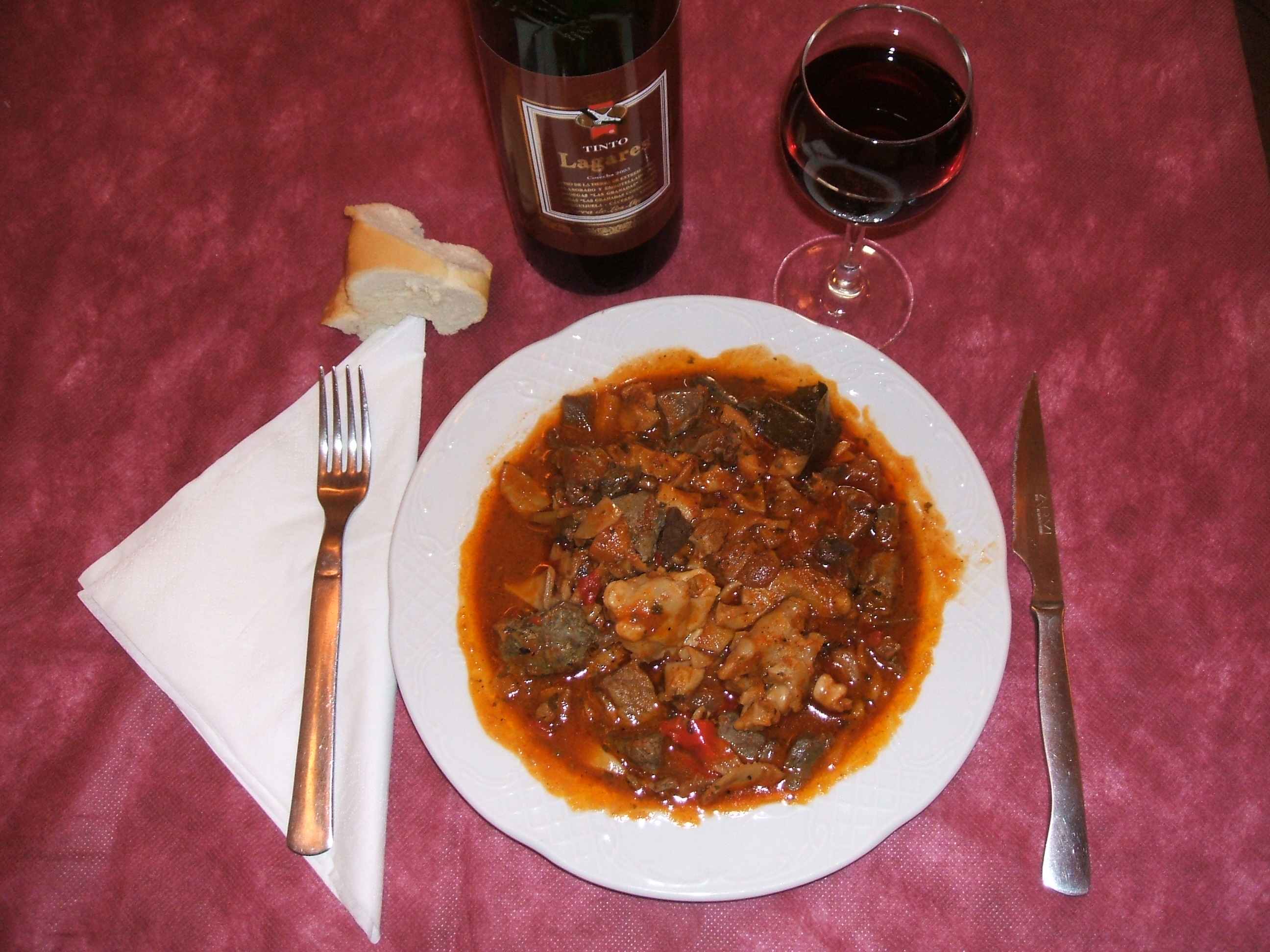
Chanfaina.

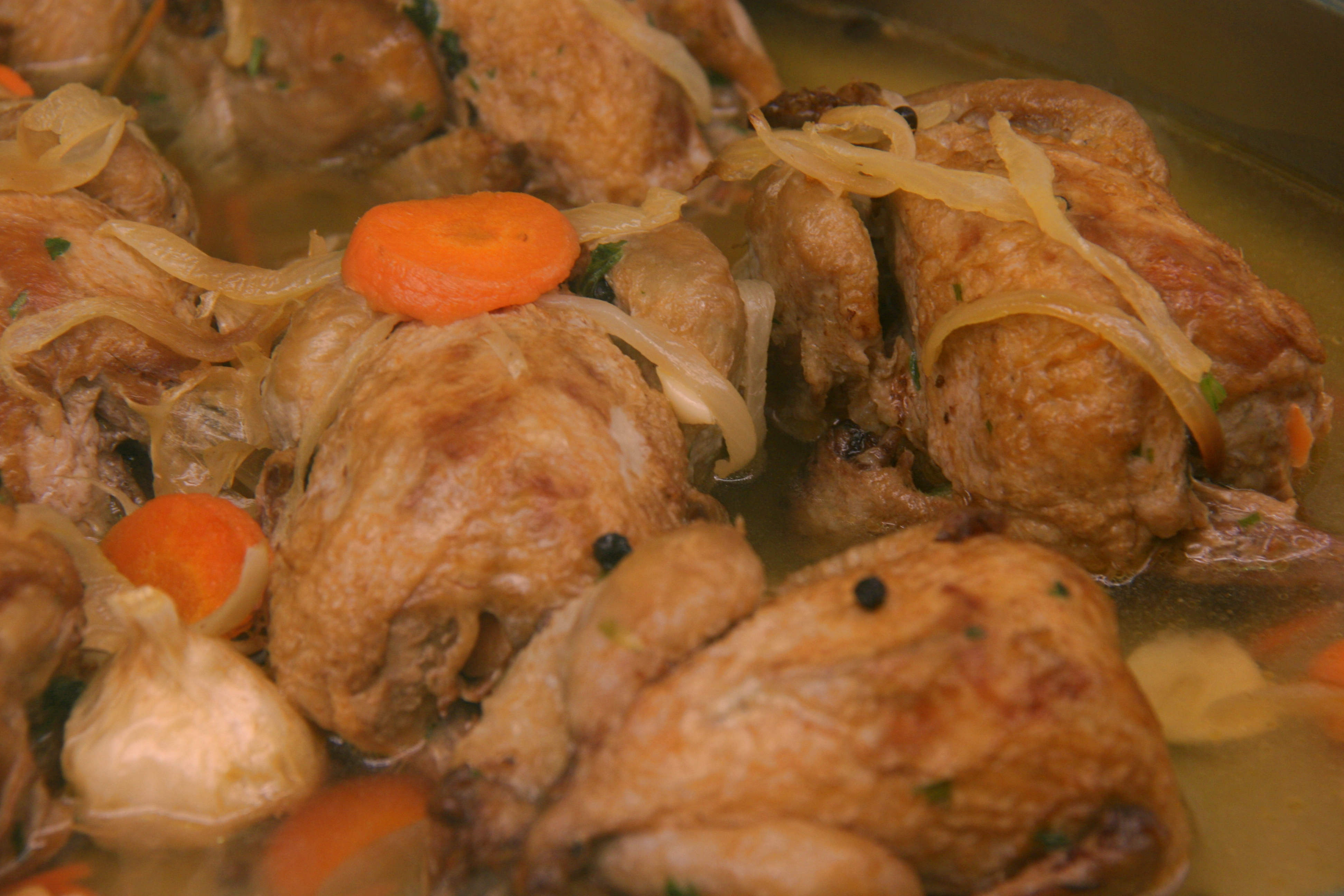
Perdices en escabeche.

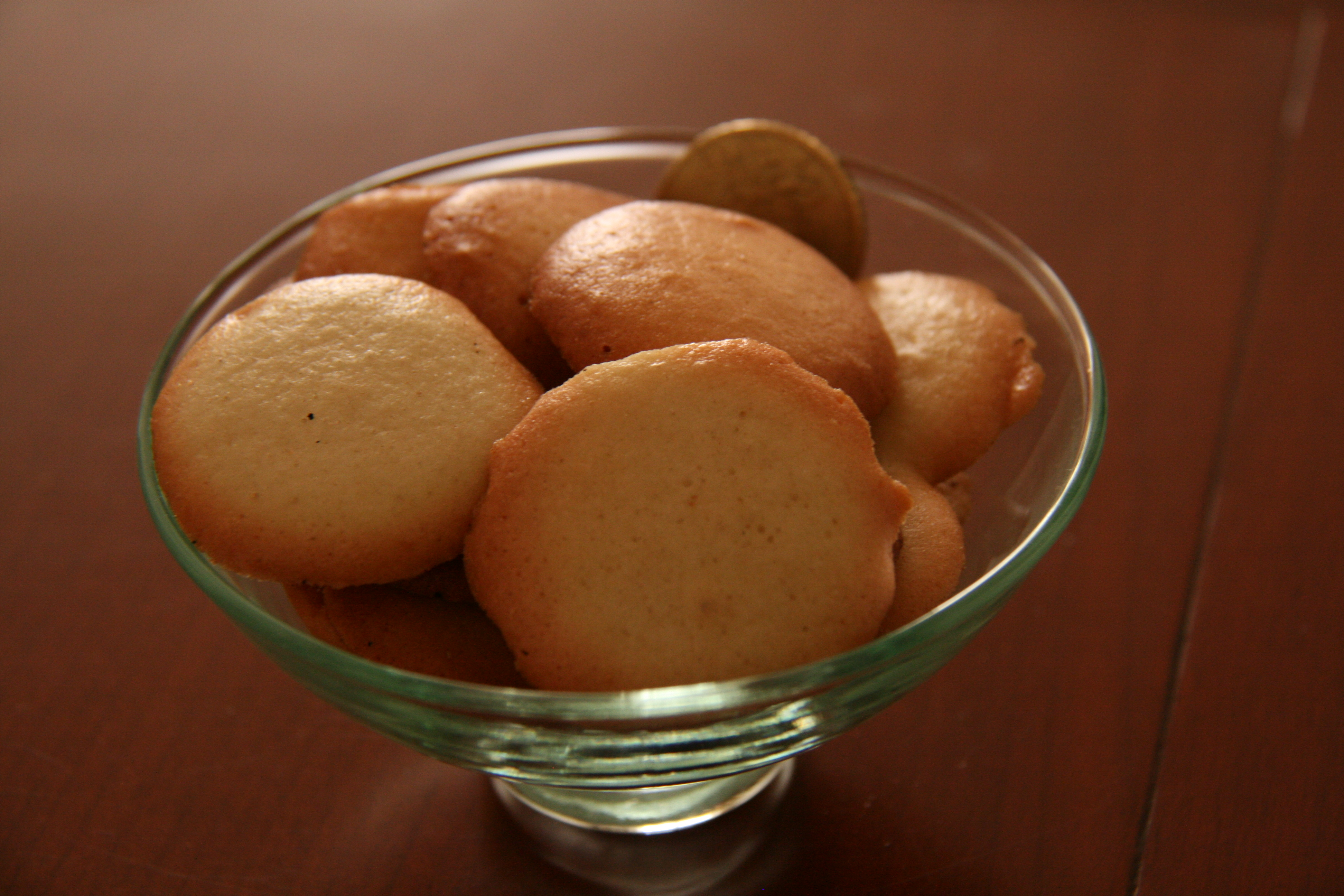
Las paciencias de Almazán.

La Gastronomía de la provincia de Soria es el conjunto de preparaciones y costumbres culinarias de la provincia de Soria, España. Provincia de ganados trashumantes (recuerdo de la Mesta), la cocina de esta provincia castellana es fundamentalmente  una mezcla de lo pastoril y lo ganadero. Soria es zona de asado castellano. Debido a la cercanía con Castilla-La Mancha posee algunas influencias y platos adoptados de dicha región.

## Ingredientes
La ganadería proporciona numerosos quesos castellanos, entre ellos el de leche de cabra y de oveja. En algunas ocasiones se denomina queso de Soria (queso de cabra). Algunos platos son ancestrales y antiguos como el hormigos.

### Carnes
La ganadería lanar proporciona abundantes oportunidades culinarias para elaborar platos de oveja: lechazo asado o el cochinillo. El asado de cordero tiene en esta provincia una variante sencilla: el somarro de cordero que consiste en sangre fresca de cordero sazonada y puesta a la brasa. El hígado de cordero a la molinera, la chanfaina de Soria con hígado, sangre y otras asaduras. La matanza del cerdo (denominada en la provincia como ilustración) es habitual en los primeros meses de invierno. Esta operación ritual proporciona jamones y embutidos diversos: lomo embutido de Burgo de Osma, Medinaceli y Ólvega. El paturrillo (guiso de callos y manitas de cerdo). El chorizo de Soria presenta la novedad de la utilización en su producción de mezcla de carnes de vacuno con cerdo. La Morcilla Dulce de Soria (que contiene pasas y azúcar). También es famoso el Torrezno de Soria, que tiene marca de garantía. El denominado domingo de Calderas en la capital se sirve el toro guisado elaborado en calderas al aire libre.
Los platos de caza menor son abundantes y las perdices y codornices escabechadas, las perdices en compota a la antigua española. El artaquitón (denominado también matambre) un guiso antiguo elaborado con pan, huevo, ajo, perejil, leche, sal, aceite, cebolla y laurel. Son igualmente importantes los platos de pichones ('pichones estofados) y palomas (con cuyas alas se suelen hacer caldos). Dentro de los platos de pescado se encuentran las truchas asadas y ahumadas, el puchero de bacalao, el ajo arriero de bacalao, el figón (receta autóctona de bacalao) y los escabeches.

### Verduras y hortalizas
Al igual que otras provincias castellanas la producción de legumbres es importante y su consumo igualmente. Un caso es las alubias y las habas de Burgo de Osma (alubiones del Burgo de Osma con oreja), de San Esteban de Gormáz. Los cardos de Ágreda. Los platos gachas son habituales en algunos puntos de la provincia, de esta forma se reconocen las gachas sorianas. De la misma forma las migas canas y las migas del pastor (elaborados con pan de hogaza, pimiento verde, aceite, ajo y sal). En el terreno de las setas son populares en los meses de otoño los níscalos a la cazuela, la sopa de setas de cardo con trufas negras de Soria.

## Repostería
Dentro de la repostería de la provincia de Soria se encuentra la conocida mantequilla de Soria, una especie de elaboración dulce de mantequilla. La mantequilla de Soria tiene denominación de origen y es obtenida por pasteurización de nata procedente de leche de vaca, de razas frisona, parda alpina o de sus cruces entre sí, de explotaciones lecheras de la provincia de Soria, fundamentalmente de la zona de El Valle.
Son conocidas igualmente en la provincia las paciencias de Almazán (una especie de pasta muy seca que remoja en la saliva de la boca), las yemas de Almazán que son una especie de huevos moles, los mantecados, los sobadillos o la tarta costrada.